# Slammiversary (2006)
Slammiversary (2006) – gala wrestlingu wyprodukowana przez amerykańską federację Total Nonstop Action Wrestling (TNA), nadawana na żywo w systemie pay-per-view. Odbyła się 18 czerwca 2006 roku Impact Zone w Orlando na Florydzie. Była to druga gala z cyklu Slammiversary, a zarazem szóste pay-per-view TNA w 2006 roku.
Karta walk składała się z ośmiu pojedynków, w tym dwóch o tytuły mistrzowskie oraz jednego preshow matchu. Walką wieczoru był King of the Mountain match o NWA World Heavyweight Championship. Jeff Jarrett pokonał Christiana Cage’a, Abyssa, Rona Killingsa i Stinga, zostając nowym mistrzem wagi ciężkiej.

## Wyniki gali
| Nr                                                                   | Wyniki | Stypulacje                                                      | Czas  |
| -------------------------------------------------------------------- | --- | --------------------------------------------------------------- | ----- |
| 1P                                                                   | Team Canada (Eric Young i A-1) pokonali The Naturals (Andy’ego Douglasa i Chase’a Stevensa)                      | Tag team match                                                  | 01:50 |
| 2                                                                    | Team 3D (Brother Ray i Brother Devon) pokonali The James Gang (B.G. Jamesa i Kipa Jamesa)                        | Bingo Hall Brawl                                                | 10:02 |
| 3                                                                    | Rhino pokonał Team Canada (Bobby’ego Roode’a i Coacha D’Amore)                                                   | Two-on-one Handicap match                                       | 10:58 |
| 4                                                                    | Senshi pokonał Sonjaya Dutta, Alexa Shelleya, Shark Boya, Peteya Williamsa i Jaya Lethala                        | X Division Rankings Elimination match                           | 19:33 |
| 5                                                                    | Kevin Nash (z Alexem Shelleyem) pokonał Chrisa Sabina                                                            | Singles match                                                   | 08:22 |
| 6                                                                    | AJ Styles i Christopher Daniels pokonali America’s Most Wanted (Chrisa Harrisa i Jamesa Storma) (c) (z Gail Kim) | Tag team match o NWA World Tag Team Championship                | 17:47 |
| 7                                                                    | Samoa Joe pokonał Scotta Steinera                                                                                | Singles match                                                   | 13:06 |
| 8                                                                    | Jeff Jarrett pokonał Christiana Cage’a (c), Abyssa (z Jamesem Mitchellem), Rona Killingsa i Stinga               | King of the Mountain match o NWA World Heavyweight Championship | 23:00 |
| (c) – mistrz/mistrzyni przed walkąP – walka miała miejsce w pre-show | |                                                                 |       |

### X Division Rankings Elimination match
| Eliminacja | Wrestler       | Wyeliminowany przez | Sposób eliminacji                                                    |
| ---------- | -------------- | ------------------- | -------------------------------------------------------------------- |
| 1          | Shark Boy      | Sonjay Dutt         | Dutt przypiął Shark Boya po wykonaniu missile dropkick               |
| 2          | Alex Shelley   | Jay Lethal          | Lethal przypiął Shelleya po wykonaniu Flipping release dragon suplex |
| 3          | Jay Lethal     | Petey Williams      | Williams przypiął Lethala po wykonaniu Canadian Destroyer            |
| 4          | Petey Williams | Senshi              | Senshi przypiął Williamsa po wykonaniu Warrior’s Way                 |
| 5          | Sonjay Dutt    | Senshi              | Senshi przypiął Dutta po wykonaniu Warrior’s Wrath                   |
| Zwycięzca: | Senshi         | Senshi              | Senshi                                                               |

### King of the Mountain match
| Nr         | Wrestler       | Wrestler przypięty lub zmuszony do poddania | Sposób |
| ---------- | -------------- | ------------------------------------------- | --- |
| 1          | Ron Killings   | Jeff Jarrett                                | Killings przypiął Jarretta po wykonaniu missille dropkick                                                  |
| 2          | Christian Cage | Abyss                                       | Cage przypiął Abyssa za pomocą schoolboya                                                                  |
| 3          | Jeff Jarrett   | Ron Killings                                | Jarrett przypiął Killingsa po wykonaniu The Stroke na metalowej barierce                                   |
| 4          | Abyss          | Jeff Jarrett                                | Abyss przypiął Jarretta po wykonaniu Black Hole Slam                                                       |
| 5          | Sting          | Jeff Jarrett                                | Sting przypiął Jarretta po wykonaniu Scorpion Death Drop i odklepał trzy razy ręką nieprzytomnego sędziego |
| Zwycięzca: | Jeff Jarrett   | —                                           | Jarrett powiesił NWA World Heavyweight na haku                                                             |